# باغجه سراي
باغجه سراي (بالأوكرانية: Бахчисарай)‏(بالتركية: Bahçesaray)‏ هي مدينة في منتصف شبه جزيرة القرم .
يبلغ عدد سكانها حوالي 26119 نسمة.

## توأمة
لباختشيساراي اتفاقيات توأمة مع:
- بورصة

## أعلام
- عائشة خاتون
- إسماعيل غسبرينسكي
- إسلام الثالث غيراي
- دولت كراي الأول